# 현대 델타엔진

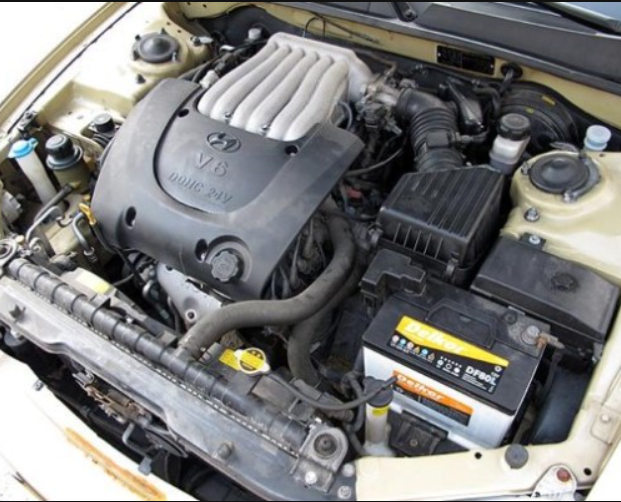
현대 델타엔진

현대 델타엔진은 현대자동차에서 독자적으로 개발한 V형 6기통 가솔린/LPG 엔진 중 하나로, 1998년에 EF/XG를 출시하면서 첫 선을 보였다. VVT를 장착한 개량형으로 현대 뮤엔진이 있었으며, 2005년에 TG를 출시하면서 뮤엔진을 선보였다. 형식명은 G6B(델타)/G6E(뮤)다.
배기량은 2.0L, 2.5L, 2.7L의 3종류다.